# Capitão-de-dorso-branco
Capitão-de-dorso-branco  (Capito hypoleucus) é uma espécie de ave piciforme da família Capitonidae. É endêmica da Colômbia e está em perigo devido a perda de habitat.